# Jokosuka H5Y
Jokosuka H5Y1 (japonsky: 九九式飛行艇, 99 šiki hikótei; Létající člun Typ 99, ve spojeneckém kódu Cherry) byl létající člun japonského císařského námořního letectva. Typ vznikl v polovině 30. let a do skončení jeho výroby v roce 1941 vzniklo jen 20 kusů.

## Vývoj
H5Y byl navržen na základě specifikace 9-Shi z roku 1934 japonského námořnictva na dvoumotorový průzkumný létající člun, který by dosahoval výkonů tehdejších čtyřmotorových typů při nižších pořizovacích a provozních nákladech. Dva prototypy postavil v roce 1936 11. námořní arzenál v Hiro.
Letoun měl dvojité svislé ocasní plochy a křídlo nesené vysoko nad trupem na vzpěrách. Svou koncepcí připomínal zmenšený letoun Kawaniši H6K Mavis. Výkony letounu byly špatné, stroj byl podmotorovaný a jeho konstrukce měla potíže se strukturální pevností.
Typ byl přijat pro sériovou výrobu v roce 1938 a první kus byl hotov v roce 1939. Jelikož ale byly výkony letounu považovány za nevyhovující, byla výroba zrušena už po dokončení 20 kusů začátkem roku 1941. 

## Nasazení
Několik kusů bylo na počátku války použito k pobřežnímu a protiponorkovému hlídkování, ale byly rychle přesunuty do druhé linie, kde dosloužily především jako dopravní a při výcviku.

## Specifikace

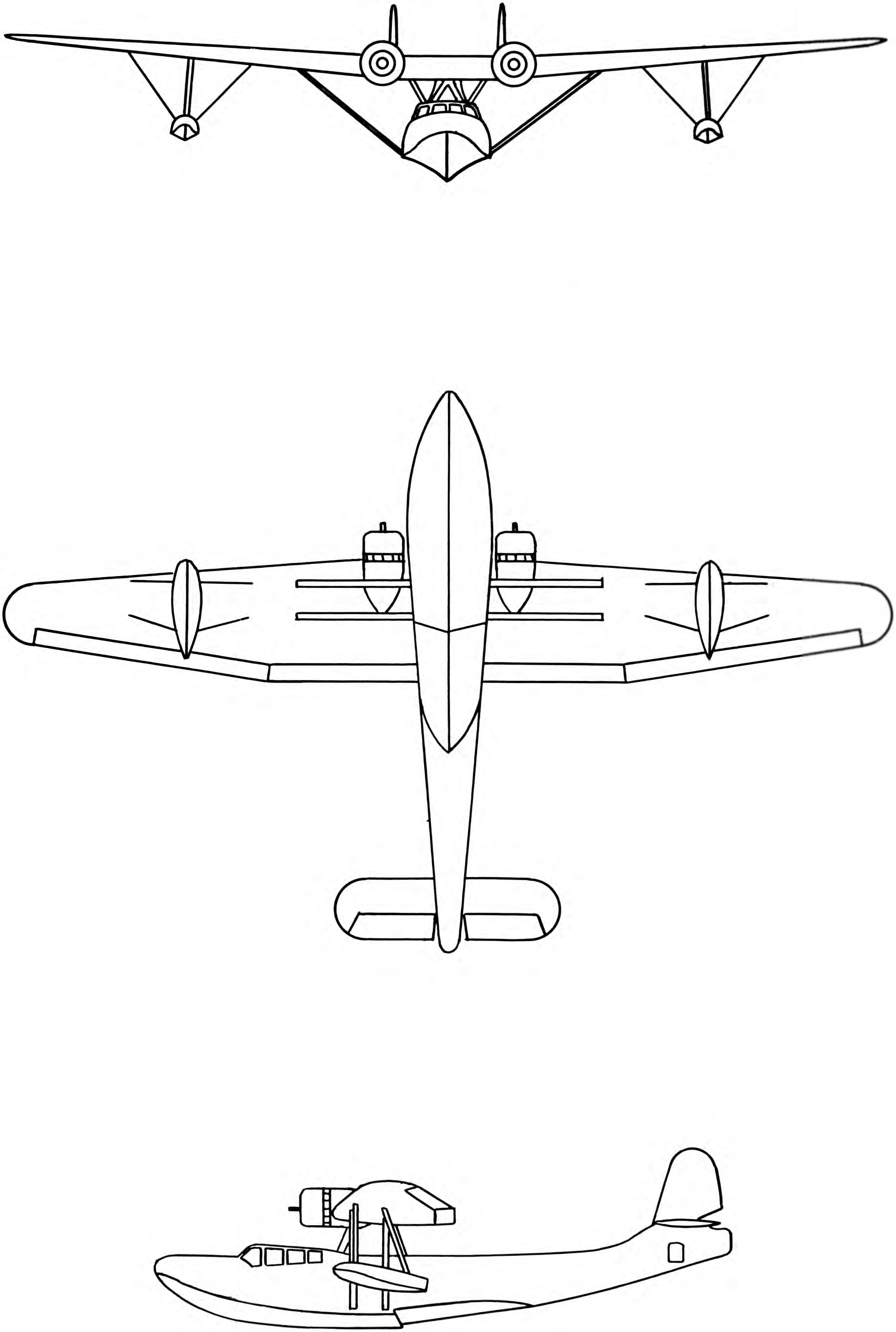
Třípohledový nákres H5Y

### Technické údaje
- Osádka: 6
- Rozpětí: 31,57 m
- Délka: 20,53 m
- Výška: 6,71 m
- Nosná plocha: 107,7 m²
- Hmotnost prázdného letounu: 7070 kg
- Nejvyšší vzletová hmotnost: 11 500 kg
- Pohonná jednotka: 2× vzduchem chlazený hvězdicový čtrnáctiválec Micubiši MK1A Šinten-21
  - Výkon pohonné jednotky: 1200 hp (895 kW)

### Výkony
- Nejvyšší rychlost: 303 km/h
- Dostup: 5200 m
- Vytrvalost: 26 h
- Stoupavost: 24 min do výšky 3000 m
- Dolet: 4800 km

### Výzbroj
- 3× 7,7mm kulomet Typ 89
- 2× 250kg letecká puma